# Черв'яга Фуллера
Черв'яга Фуллера (Chikila fulleri) — єдиний вид земноводних монотипного роду Chikila родини Chikilidae.

## Опис
Загальна довжина досягає 10 см. Голова невелика, звужена. тулуб кремезний, навіть товстий. Чітко проглядаються первинні кільця. Хвіст помірної довжини. Забарвлення однотонне: коливається від темно-синього до світло-фіолетового.

## Спосіб життя
Полюбляє вічнозелені тропічні ліси. Веде наземний спосіб життя. Зустрічається на висоті 100 м над рівнем моря. Весь час проводить під опалим листям, риючи у ґрунті ходи. Живиться безхребетними. Втім поведінка цієї черв'яги ще достатньо не вивчена
Ця червяга мешкає під землею, де відкладає яйця. Самиця обвиває кладку яєць своїм тілом і залишається в такому положенні близько 2—3 місяців. У цей період вона зовсім не приймає їжу. У дитинчат відсутня личинкова стадія розвитку.

## Розповсюдження
Мешкає в індійських штатах: Аруначал-Прадеш, Ассам, Мегхалая, Нагаленд і Тріпура.